# Trzcianka
Trzcianka là một thị trấn thuộc huyện Czarnkowsko-trzcianecki, tỉnh Wielkopolskie ở trung-tây Ba Lan. Thị trấn có diện tích 18 km². Đến ngày 1 tháng 1 năm 2011, dân số của thị trấn là 16894 người và mật độ 923 người/km².